# エセル・リナ・ホワイト
エセル・リナ・ホワイト（Ethel Lina White, 1876年-1944年）は、イギリスの推理作家。ウェールズ地方のモンマスシャー生まれ。
代表作に映画化もされた『バルカン超特急』（アルフレッド・ヒッチコック監督）や『らせん階段』（ロバート・シオドマク監督）などがある。

## 邦訳著書
- 『バルカン超特急: 消えた女』近藤三峰訳、小学館、2003年（原題 The lady vanishes）。ISBN 4093564116
- 『らせん階段』山本俊子訳、早川書房、2003年（原題 Some must watch）。ISBN 4150017395